# Nicolaus notafulvatus
Nicolaus notafulvatus är en insektsart som beskrevs av Stiller 1998. Nicolaus notafulvatus ingår i släktet Nicolaus och familjen dvärgstritar. Inga underarter finns listade i Catalogue of Life.